# Tout un monde lointain
Pour l’article homonyme, voir Tout un monde lointain….
Pour plus de détails, voir Fiche technique et Distribution.

Tout un monde lointain est un film français réalisé par Alain Mazars, sorti en 2017.

## Synopsis
L’action se situe en Birmanie.
Le moine bouddhiste Owen part s’isoler dans la forêt pour méditer et atteindre l’éveil. Mais le hasard lui joue un mauvais tour : il croise Nathanaël, un routard occidental habité par une colère indicible, capable de détruire celui qu’elle approche. Par amour pour Owen, Ada, une femme birmane d’éducation chrétienne, est prête à se convertir au bouddhisme et à devenir nonne.
Thiri une jeune enseignante birmane rêvant de devenir écrivaine, tombe amoureuse d’un voyageur européen écrivant sans répit un ouvrage mystérieux qu’elle imagine être un chef d’oeuvre littéraire. Ce voyageur n’est autre que Nathanaël, qui semble être menacé par un autre occidental d’aspect inquiétant, Patrick, que Thiri voit comme un dangereux criminel.
Momo est une adolescente reliée à un énigmatique ermite occidental ressemblant au Christ. Elle est convaincue de pouvoir lire dans la pensée de ce dernier qui a renoncé à parler, respectant la loi du silence des ascètes. Répandant une rumeur selon laquelle il serait un immortel sur le point d’atteindre l’illumination, Momo fait de lui un mythe birman local.

## Fiche technique
- Titre : Tout un monde lointain
- Scénario, réalisation, image et montage : Alain Mazars
- Production : Catherine Dussart
- Musique originale : Jessica Mazars
- Son : Romaric Nereau
- Coloriste : Yov Moor
- Mixage son : Zaki Allal
- Pays d'origine :  France
- Genre : drame
- Durée : 88 minutes
- Date de sortie : 1er février 2017

## Distribution
- Win Thiri New : Thiri
- Ma Phyu : Ada
- Moe Moe Khaing : Momo
- Patrick Laurent : l'ethnologue
- Isi Dhamma : l'ermite
- Romaric Nereau : Nathanaël
- David Nyaung Aung : le moine Owen